# توس کاغذی
توس کاغذی (نام علمی: Betula papyrifera) نام یک گونه از سرده توس است.